# Leptodiaptomus pribilofensis
Leptodiaptomus pribilofensis är en kräftdjursart som först beskrevs av Juday och Richard Anthony Muttkowski 1915.  Leptodiaptomus pribilofensis ingår i släktet Leptodiaptomus och familjen Diaptomidae. Inga underarter finns listade i Catalogue of Life.